# Берегове Алентежу
Берегове́ Алентежу́ (порт. Alentejo Litoral) — економіко-статистичний субрегіон в центральній Португалії. Входить до складу регіону Алентежу. Включає в себе частину громад округу Сетубал і один муніципалітет округу Бежа. Територія — 5 261 км². Населення — 97 636 осіб. Густота населення — 18,6 осіб/км.

## Географія
Субрегіон межує: 
- на півночі — субреґіони Алентежу-Сентрал та  Півострів Сетубал
- на сході — субрегіон Байшу-Алентежу
- на півдні — субрегіон Алгарве
- на заході — Атлантичний океан

## Громади
Субрегіон включає в себе 5 громад:

### Муніципалітети округу Сетубал
- Алкасер-ду-Сал
- Грандола
- Сантьяґу-ду-Касень
- Сінеш

### Муніципалітети округу Бежа
- Одеміра